# Egnasia pellucida
Egnasia pellucida là một loài bướm đêm trong họ Noctuidae.